# بوبا كولب
بوبا كولب (بالإنجليزية: Bubba Kolb)‏ هو عازف جاز وعازف بيانو أمريكي، ولد في 13 سبتمبر 1940 في ديورانت في الولايات المتحدة.

## وصلات خارجية
- بوبا كولب على موقع ميوزك برينز (الإنجليزية)